# Ashburton (ort i Australien, Victoria, Boroondara)
Ashburton är en förort omkring 11 kilometer öster om Melbourne i Australien.   Den ligger i kommunen Boroondara och delstaten Victoria, i den sydöstra delen av landet, 500 kilometer sydväst om huvudstaden Canberra. Ashburton ligger 55 meter över havet och antalet invånare är 7 173.
Terrängen runt Ashburton är platt, och sluttar västerut. Runt Ashburton är det mycket tätbefolkat, med 1 411 invånare per kvadratkilometer.. Närmaste större samhälle är Melbourne, 11,5 kilometer nordväst om Ashburton.
Runt Ashburton är det i huvudsak tätbebyggt.